# Zacharowo (Kraj Zabajkalski)
Zacharowo (ros. Захарово) – wieś w Rosji, w Kraju Zabajkalskim, w rejonie krasnoczikojskim. W 2010 liczyła 699 mieszkańców.